# Orio Litta
Orio Litta – miejscowość i gmina we Włoszech, w regionie Lombardia, w prowincji Lodi.
Według danych na rok 2004 gminę zamieszkiwało 1905 osób, 211,7 os./km².